# Hymenocallis palmeri
Hymenocallis palmeri là một loài thực vật có hoa trong họ Amaryllidaceae. Loài này được S.Watson mô tả khoa học đầu tiên năm 1879.

## Hình ảnh

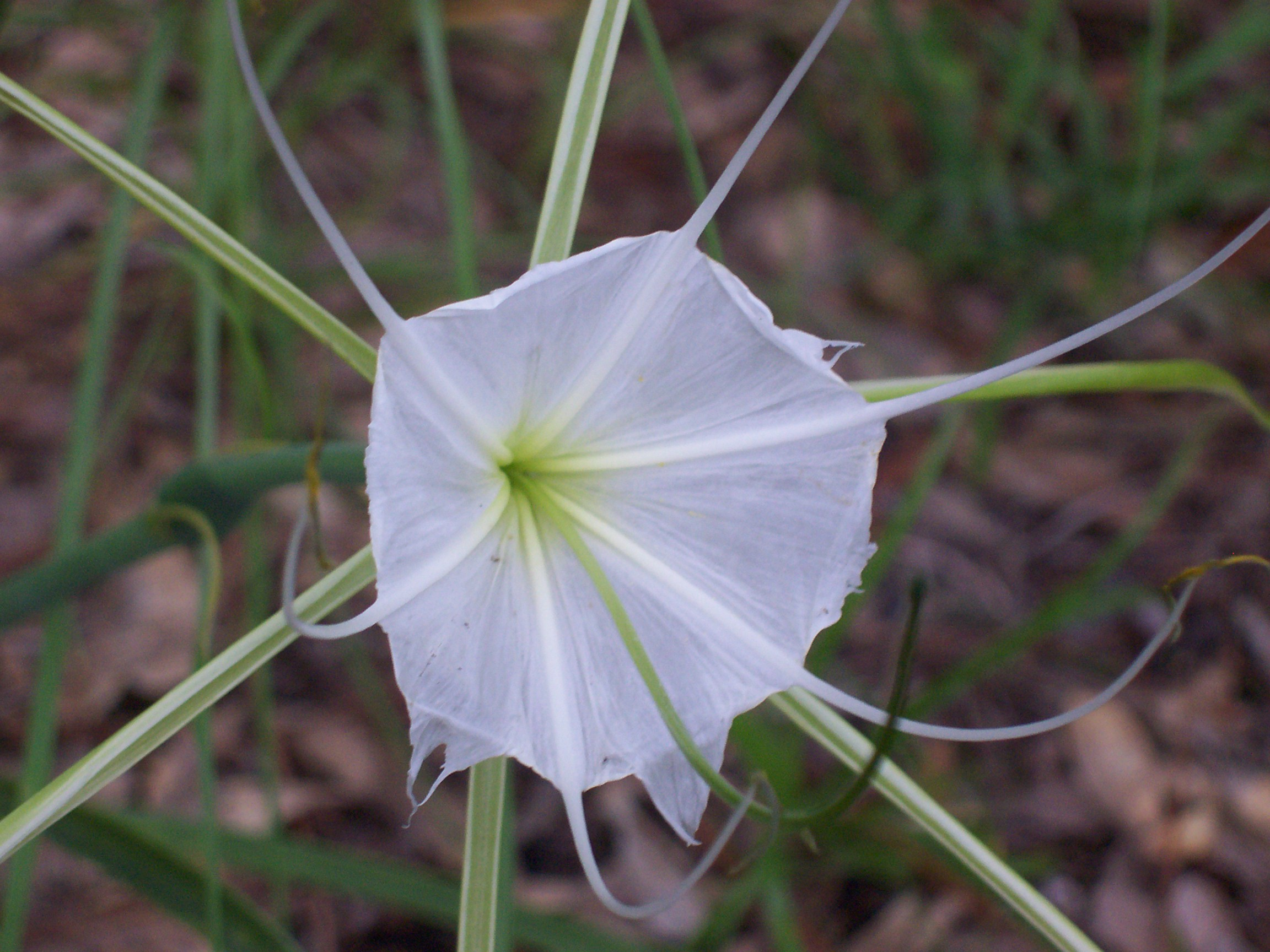